# Maria Rosa Molas y Vallvé
Maria Rosa Molas y Vallvé (Reus, 24 marzo 1815 – Tortosa, 11 giugno 1876) è stata una religiosa spagnola, fondatrice della congregazione delle Suore di Nostra Signora della Consolazione. Beatificata nel 1977, è stata proclamata santa da papa Giovanni Paolo II nel 1988.
La sua memoria ricorre l'11 giugno.